# Anthicus thyreocephalus
Anthicus thyreocephalus là một loài bọ cánh cứng trong họ Anthicidae. Loài này được Solsky miêu tả khoa học năm 1867.